# Dodie Boy Peñalosa
Dodie Boy Peñalosa (* 19. November 1962 in San Carlos City, Philippinen) ist ein ehemaliger philippinischer Boxer im Fliegen- und Halbfliegengewicht.

## Profikarriere
Am 10. Dezember 1983 boxte er im Halbfliegengewicht gegen Satoshi Shingaki um die IBF-Weltmeisterschaft und gewann durch technischen K. o. in Runde 13. Diesen Gürtel verteidigte er insgesamt dreimal und hielt ihn bis Oktober 1986. 
Am 22. Oktober 1987 erkämpfte er sich diesen Titel auch im Fliegengewicht, als er Hi-Sup Shin durch K. o. in der 5. Runde besiegte. Diesen Gürtel verlor er allerdings bereits in seiner ersten Titelverteidigung im September desselben Jahres gegen Chang-Ho Choi durch K. o. in Runde 11.